# Preußen-Park
Preußen-Park hieß ein gescheitertes Modell für einen Stadion-Neubau in Münster, Westfalen. Auf dem Gelände des heutigen Preußenstadions in Münster sollte der Hamburger Investor ECE ein vollüberdachtes Stadion mit 22.500 Sitzplätzen errichten.
Das Projekt war seit 1994 im Gespräch und sah so aus: Die Stadt Münster stellte dem Investor ein Grundstück an der Hammer Straße kostenlos zur Verfügung. Für den zuvor errechneten Marktwert des Grundstücks wollte ECE das Stadion errichten. Um das ganze Projekt zu finanzieren und die Rendite für ECE zu sichern, sollte ECE neben dem geplanten Stadion auch ein Einkaufszentrum und ein Parkhaus mit 2000 Plätzen bauen dürfen.
1996 nahm das Projekt politisch Fahrt auf, die Stadt Münster stimmte dem Projekt zu. Doch schnell entzündete sich Kritik in Münster. Vor allem das geplante Einkaufszentrum stieß auf Kritik der Innenstadt-Kaufleute. Mutmaßlich von der Kaufmannschaft unterstützt, reichte ein einzelner Anwohner Klage beim Oberverwaltungsgericht ein. Am 7. Dezember 2000 wurde die Klage dann verhandelt. Weil die Stadt die Auswirkungen der Verkehrs- und Lärmentwicklung nicht ausreichend gewürdigt habe, wurde der Bebauungsplan für nichtig erklärt.
Das gesamte Projekt war damit gescheitert, das Urteil wurde nicht zur Revision zugelassen. Auf Drängen des Investors reichte die Stadt Münster Beschwerde gegen die Nichtzulassung der Revision ein. Doch auch diese Beschwerde wurde ein Jahr später endgültig abgelehnt.